# 滨河街道 (菏泽市)
滨河街道，是中华人民共和国山東省菏泽市定陶区下辖的一个乡镇级行政单位。

## 行政区划
滨河街道下辖以下地区：
建华社区、北城社区、崔庄社区、固刘村、吴河村、付庄村、工厂李村、孙庄村、董河村、郜庄村、朱楼村、田楼村、孔连坑村、王店村、刘楼村、马纪庄村、前杨楼村、聂庄村、李庄村、后杨楼村、司集村、许庄村、牛楼村、石庄村、姚庄村和戚庄村。